# Valentino Peyrano
Valentino Peyrano (Milano, 18 aprile 1962) è uno scrittore italiano.
Si occupa inoltre di tecnologie avanzate nell'ambito del risparmio energetico.

## Biografia
Valentino Peyrano vive tra Milano e Castell'Arquato (provincia di Piacenza), dove risiede dal 1993.
Autore di narrativa fantastica e non solo, compare sulla scena letteraria italiana nel 2005 vincendo il Premio Alien con il racconto La proposizione 14 dell'Etica di Spinoza.
Successivamente arriva in finale al Premio Alien 2006 con il racconto Campo di concentramento e al Premio Robot 2008 col racconto lungo L'imperativo categorico della legge morale.
Nel 2011 vince il Premio Robot con il racconto Il lungo viaggio, pubblicato poi sulla rivista omonima col titolo Decima squadra, nel 2013 è finalista col racconto Il castello e il viandante, primo capitolo del romanzo Tecnomante, nel 2014 con il racconto horror La casa dei piccioni e nel 2019 con Il coro delle memorie.
Il romanzo Tecnomante è stato interamente pubblicato a puntate dall'editore Delos Digital in un'apposita collana di eBook e nel 2016 in versione completa corredata da appendici.
Peyrano ha pubblicato anche tre brevi racconti in tre diverse antologie della serie 365 racconti per un anno edite da Delos Books. I suoi racconti sono stati pubblicati, oltre che da Delos Digital e Robot, anche dalla rivista Altrisogni edita da DBooks. Nel 2015 DBooks ha pubblicato un'antologia di suoi racconti dal titolo La persistenza della memoria.
Laureato in Economia e commercio all'Università Bocconi di Milano, e con una specializzazione in fisica dei materiali alla Stanford University, è da sempre un cultore di letteratura, filosofia, scienza, musica e arte. Ha anche scritto articoli e saggi critici sull'arte contemporanea. La sua attività professionale è dal 2005 incentrata sul risparmio energetico e, dal 2014 in poi, si è concentrata sulle nanotecnologie applicate all'edilizia e all'industria.

## Opere

### Romanzi
- Tecnomante, 2012-2013, Delos Digital, 2013-2014 (a puntate), 2016 versione completa
- Lo scrigno dei segreti, 2017 (romanzo storico)
- L'incanto adiabatico del mondo, 2020-2021

### Saggi
- L'Arte del secondo Novecento: un'analisi fuori dagli schemi del mercato, 2023-2024

### Raccolte
- La persistenza della memoria, DBooks, 2015

### Racconti
- La casa dei piccioni, 2003 (finalista Premio Robot 2014)
- Il tappeto, 2004
- Il cantiere, 2004 (finalista al Premio Apuliacon)
- La proposizione 14 dell'etica di Spinoza, 2005 (vincitore Premio Alien 2005)
- Campo di concentramento, 2006 (finalista Premio Alien 2006), su Altrisogni 3
- L'imperativo categorico della legge morale, 2007 (finalista al Premio Robot 2008), su Delos Science Fiction 112, 8 marzo 2009; Delos Digital
- Una repubblica imperiale, 2007
- Appunti di diserzione, 2007
- Il Grande Bleck, 2008
- Il lungo viaggio, 2008; come Decima squadra su Robot 65 (vincitore del Premio Robot 2011)
- La persistenza della memoria, 2009, su Altrisogni 5
- Il Re del bosco, 2010
- Insula Dulcamara, 2014 su Robot 77
- Babilonia non è caduta, 2015
- Chi ha paura di Magog?, 2016
- In certi casi è meglio essere atei, 2016 su Trumped, antologia di autori vari, DBooks
- Il coro delle memorie, 2018 (finalista al Premio Robot 2018), su  Robot 89
- Una giornata a spin semintero, 2018
- Sub Specie Aeternitatis, 2018
- Indagine nell'Altrove, 2022 su Robot 97
- Solo questa libertà concedono gli dei, 2024